# Seeleinsee
Le Seeleinsee, appelé aussi Seelein ou Schlungsee, est un lac dans le massif des Alpes de Berchtesgaden, dans le chaînon des monts de Hagen.
Administrativement le lac fait partie du territoire de la commune allemande de Schönau am Königssee (jusqu'au 31 décembre 1983 secteur non constitué en municipalité).
À l'est, le lac est dominé par le Hochseeleinkopf et le Kahlersberg, au sommet desquels se trouve à proximité la frontière entre l'Allemagne et l'Autriche. Au nord-ouest, les contreforts du Fagstein délimitent la vallée du lac.
À la fin de l'hiver, le lac est recouvert de glace jusqu'en mai. À d'autres moments, le niveau de l'eau est clair et calme. Le lac est un lieu de repos prisé des randonneurs en montagne, car il se trouve sur le chemin entre le Schneibstein et le Röth et se jette au sud des sentiers du lac menant aux alpages au-dessus du Königssee. Les pistes de ski et de randonnée populaires des Kleine et le Große Reibn passent par le Seeleinsee.
Il y a près du lac un refuge de sauvetage en montagne achevé en 1959 et les vestiges d'un pâturage. Le refuge alpin géré le plus proche est le Gotzenalm.